# میکولیچه
میکولیچه (به لاتین: Mikulicze) یک روستا در لهستان است که در گمینا میلیچتسه واقع شده‌است.